# Nya de la Rubia
Isabel Estefanía de la Rubia Badante (Sevilla, 27 de agosto de 1986), más conocida como Nya de la Rubia, es una actriz y cantante española conocida por interpretar a Lola Requena en la serie Mar de plástico.

## Biografía
Nacida en Sevilla, a los 19 años dejó su ciudad natal para emprender una nueva aventura en Madrid.
A los 26 años sacó a la venta su primer disco, Nya de la Rubia, producido por Paco Ortega y donde predominan el flamenco, el soul y el rap.
En 2012 participó en el videoclip y canción "5 segundos", que tuvieron como productores a Alejandro Sanz y Paco Ortega.
En 2014 colaboró en el primer capítulo de la serie Dreamland con su canción "Callejuelos" en Cuatro, después de lo cual el vídeo se hizo viral en Facebook.
Nya de la Rubia consiguió su primer papel cinematográfico en 2015 como Isabelita con la película Toro, dirigida por Kike Maíllo. Su tema "Tú no me quieres" también se puede escuchar en una de las escenas.
En 2015 se confirma que la actriz y cantante entra a formar parte de la serie de Antena 3 Mar de plástico interpretando a la guardia civil Lola Requena. En el año 2016 pasa a ser protagonista y pone voz a la canción principal de la serie, "Ya no puedo más".
En 2017, Canal Sur estrena el documental de ficción 28 F, con participación suya.

## Trabajos

### Largometrajes
| Año  | Título           | Personaje  | Dirección                      |
| ---- | ---------------- | ---------- | ------------------------------ |
| 2013 | Sacramento       | Nya        | Carlos Cañeque                 |
| 2015 | Toro             | Isabelita  | Kike Maíllo                    |
| 2018 | Rubirosa         | Mome Moniu | Carlos Moreno y Hugo Rodríguez |
| 2019 | Jesús de Nazaret | Adúltera   | Rafa Lara                      |

### Series de televisión
| Año       | Título             | Personaje        | Canal          |
| --------- | ------------------ | ---------------- | -------------- |
| 2007      | Arrayán            | Cuca             | Canal Sur      |
| 2010      | Cuéntame cómo pasó | Chica de alterne | La 1           |
| 2014      | Dreamland          | Nya de la Rubia  | Cuatro         |
| 2015-2016 | Mar de plástico    | Lola Requena     | Antena 3       |
| 2018      | La peste           | Carmen Gálvez    | Movistar Plus+ |
| 2018      | El Continental     | Linda            | La 1           |
| 2019      | Secretos de Estado | Lucía            | Telecinco      |
| 2019      | Gigantes           | Azucena          | Movistar Plus+ |
| 2020-2021 | Servir y proteger  | Ainhoa Ortiz     | La 1           |
| 2022      | Mariachis          | Xoch             | Max            |

### Programas de televisión
| Año  | Título           | Rol                              |
| ---- | ---------------- | -------------------------------- |
| 2018 | Tu cara me suena | Invitada como La Mari de Chambao |

### Cortometrajes
| Año  | Título            | Personaje     | Dirección                  |
| ---- | ----------------- | ------------- | -------------------------- |
| 2010 | Regalo de Navidad | Estefanía     | Pape Pérez                 |
| 2016 | Mi tío Paco       | Chica de Rosa | Tacho González             |
|      | Nya               |               | Enrique Caruncho           |
|      | Q 1FIND           |               | Silvia Chicón              |
|      | La jugada         |               | Jorge Roa                  |
|      | Corten            |               | Nacho López                |
|      | Convulsión        |               | Javier Colsa               |
|      | Toilet Cam        |               | Juan Carlos Moro y David B |

### Teatro
- La Tribu. Dir. Alejo Stivel

- Flamenco. Dir. Josuá Vivancos

### Discografía
- «Nya de la rubia» (2013)
  - «Callejuelos»

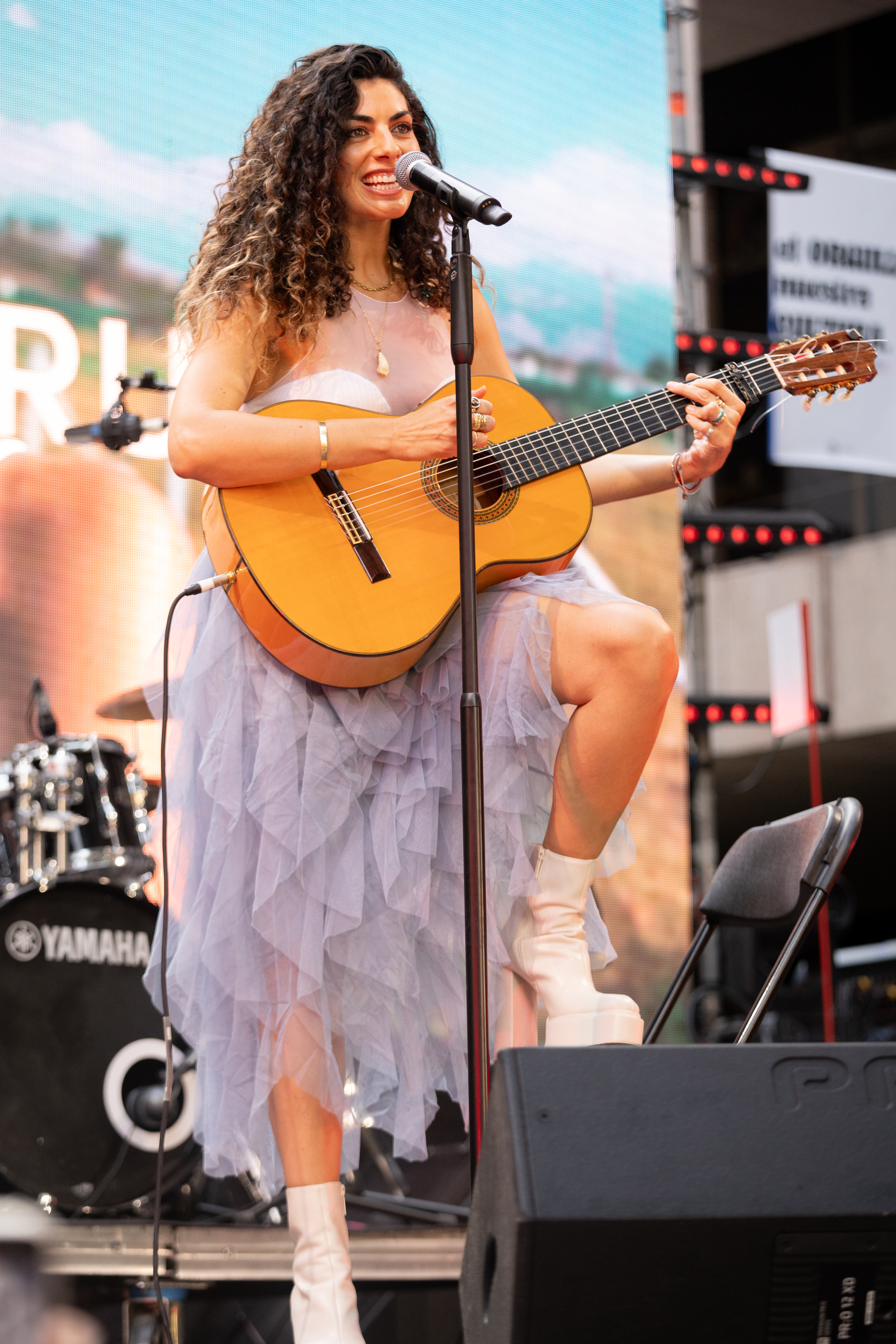
Nya de la Rubia actuando en la Plaza del Rey durante el Orgullo de Madrid 2024.

  - «No se puede tener to» ft. Juan Magán
  - «Me gusta duro» ft. Moncho Chavea
  - «Tú me matas» ft. Rasel
  - «Tremendo Vacilón»
- B.S.O Mar de plástico, «Ya no puedo más» (2016)
- B.S.O Perdóname, Señor, «Pérdoname» (2017)
- «Lo que tú quieras ser» (2017)
- «Fácil» (2020)
- «Lo juro» (2021)

#### Otras apariciones
- Colaboración disco y videoclip «5 Segundos». Prod. Alejandro Sanz y Paco Ortega.
- Colaboración con Amaury Gutiérrez «Directo Mío». Auditorio Nacional de México.
- «El primer día». Dir. David Luque de Warvellous Films (2011).
- «Bulería». Videoclip David Bisbal.
- «Alahabiri». Videoclip HakimDisco «Nya de la Rubia» (2013).